# 义龙洞
义龙洞位于江西省萍乡市上栗县清溪，又称“孽龙洞”，是形成于1.8亿年前的天然溶洞，洞长4200余米，旧称孽龙洞，洞内怪石、清风、流泉、飞瀑，被称为洞中“四绝，高九米，宽七米，被地质和园林专家称为见所未见、闻所未闻的洞天奇观。1982年曾被中国风景名胜权威、同济大学教授陈严周先生誉为“天下第一洞”、“地下艺术长廊”。